# سوسن تفاحة
سوسن تفاحة إعلامية أردنية تعتبر من جيل الرواد في الإعلام ومذيعة الأخبار الأولى في الأردن

## حياتها
تحمل درجة البكالوريوس في الأدب العربي ، ودرجة الماجستير في الصحافة ، من بيروت وشهادة في الدكتوراه

## مشوارها المهني
بدايتها في مجال الإعلام كانت نهاية السبعينيات من القرن العشرين حيث قدمت وأعدت نشرات الأخبار على شاشة التلفزيون الأردني لمدة ثلاثين عاما ،عملت بعدها في الإذاعة الأردنية ثم انتقلت لإذاعة القوات المسلحة
انضمت لحزب العهد مطلع التسعينات ، بعد عودة الحياة الحزبية للبلاد ،عضو في الهيئات الادارية لعدد من الجمعيات التي تهتم بالمرأة والطفل وتنمية المجتمع.
عينت رئيسة للاتحاد النسائي للعاصمة لدورتين ، اختيرت عام 2005 عضوا في المجلس الأعلى للإعلام